# Eroe della Romania
Il titolo Eroe della Repubblica socialista di Romania o più comunemente Eroe della Romania ( rumeno : Erou al Republicii Socialiste România ) era la più alta onorificenza della Repubblica socialista di Romania.
È stato modellato basandosi sulla onorificenza omonima dell'Unione Sovietica. Venne assegnato per la prima volta nel 1971 e da allora è stato assegnato per alti meriti di servizio resi alla Repubblica Socialista di Romania.

## Decorati (elenco parziale)
- Nicolae Ceaușescu (Segretario Generale della PCR, Presidente della RSR) - 1971, 1978 e 1988

- Ion Gheorghe Maurer (primo ministro della RSR) - 1972

- Josip Broz Tito (Presidente di RSF Jugoslavia) - 1972

- Juan Domingo Perón (presidente dell'Argentina) - 1974

- Elena Ceaușescu (primo vice primo ministro di RSR, moglie di Nicolae Ceaușescu) - 1981

- Dumitru Dorin Prunariu (cosmonauta rumeno, il primo rumeno a volare nel Cosmo) - 1981

- Leonid Popov (cosmonauta sovietico, membro dell'equipaggio Soyuz-40, con Dumitru Prunariu) - 1981